# Кутњак (Леград)
Кутњак је насељено место у саставу општине Леград у Копривничко-крижевачкој жупанији, Република Хрватска.

## Историја
До територијалне реорганизације у Хрватској налазио се у саставу старе општине Копривница.

## Становништво
На попису становништва 2011. године, Кутњак је имао 278 становника.

## Попис1991.
На попису становништва 1991. године, насељено место Кутњак је имало 416 становника, следећег националног састава:
| Попис 1991.‍ | Попис 1991.‍ | Попис 1991.‍ | Попис 1991.‍ | Попис 1991.‍ |
| ----------- | ----------- | ----------- | ----------- | ----------- |
|             |             |             |             |             |
| Хрвати      | Хрвати      |             | 395         | 94,95%      |
| Југословени | Југословени |             | 4           | 0,96%       |
| Словенци    | Словенци    |             | 4           | 0,96%       |
| непознато   | непознато   |             | 13          | 3,12%       |
| укупно: 416 |             |             |             |             |